# Thomas-Patrice Nagle
Pour les articles homonymes, voir Nagle.
Thomas-Patrice Nagle né le 16 mai 1771 à Cambrai (Nord) et mort le 9 novembre 1822 à La Rochelle (Charente-Maritime), est un général français.

## Biographie
Cadet-gentilhomme au régiment irlandais de Berwick au service de la France le 10 août 1780, sous-lieutenant le 13 mars 1783, lieutenant le 27 mai 1789, Nagle entra, le 15 septembre 1791, avec le grade de capitaine, dans le 88e régiment d'infanterie, et devient le 19 messidor an II, chef de bataillon provisoire dans la 159e demi-brigade de ligne, dont une partie est incorporée dans la 53e, devenue elle-même 10e de ligne.
Il fait les guerres de 1792 et 1793 à l'armée du Rhin, et celles de l'an II à l'an VI aux armées de Rhin-et-Moselle et d'Angleterre. Il se distingue au siège de la tête de pont de Mannheim en l'an III, à celui de Mayence en l'an IV, et au siège de Kehl en l'an V.
Passé à l'armée d'Italie en l'an VII, il y sert avec distinction jusqu'à la fin de l'an XI ; il a été confirmé dans le grade de chef de bataillon le 19 vendémiaire an X. Major du 17e régiment de ligne le 11 brumaire an XII, il rejoint ce corps à l'armée gallo-batave, et reçoit le 4 germinal suivant, la décoration de membre de la Légion d'honneur.
Employé à l'armée des côtes de l'an XII à 1807, et nommé colonel du 92e régiment de ligne le 28 mars 1808, il fait à la tête de ce régiment les campagnes de 1809 à 1811 à l'armée d'Italie, se signale à la bataille de Sacile le 16 avril 1809, où il est blessé d'un coup de feu à la poitrine, au glorieux combat devant Glatz le 26 du même mois, et à la bataille de Wagram le 6 juillet suivant, où un boulet l'atteint légèrement au bas-ventre.
L'Empereur le crée baron de l'Empire. Officier de la Légion d'honneur le 6 avril 1812, et major du 4e régiment de voltigeurs de la Jeune Garde le 6 août, il donne de nouvelles preuves de valeur en Russie et en Saxe, obtient le 11 octobre, le grade de général de brigade, et passe le même jour au 4e corps de la Grande Armée. Il se fait particulièrement remarquer au combat de Wiazma le 3 novembre 1812, à la tête de la 1re brigade de la division Delzons.
Le 15 juin 1813, l'Empereur lui confie le commandement de l'Île d'Oléron.
Le 18 mars 1814, Pierre Daru, ministre de la guerre l'envoie provisoirement à Rochefort, et lui donne le 1er mai, le commandement du département de la Vienne. Remplacé dans ce commandement le 20 du même mois, il reçoit le 16 août, l'ordre d'aller reprendre celui de l'île d'Oléron.
Chevalier de Saint-Louis le 20 de ce mois, le gouvernement de la Restauration l'emploie à l'inspection des troupes d'infanterie de la 12e division militaire (Nantes) en 1816 et 1817, et le nomme lieutenant de roi de la place de Strasbourg le 5 août 1818. Réemployé à l'inspection le 18 novembre suivant, et compris en cette qualité dans le cadre de l'état-major général, il prend le 21 avril 1820, le commandement de la 1re subdivision de la 5e division militaire (Seine-Inférieure), puis celui de la 12e (Charente-Inférieure) le 31 janvier 1821. Le 1er mai suivant, le roi Louis XVIII lui accorde la croix de commandeur de la Légion d'honneur. 
Il est mort à La Rochelle le 9 novembre 1822 dans l'exercice de ses fonctions.

## État de service
- 28 mars 1808 : Colonel du 92e régiment d'infanterie de ligne
- 11 octobre 1812 : Général de brigade

## Titres, décorations, honneurs
- 22 octobre 1810 : Baron d'Empire

## Armoiries
| Figure | Blasonnement |
|        | Armes du baron Thomas-Patrice Nagle et de l'Empire Coupé : au 1, parti de contre-hermine, à deux losanges accolées et rangés en fasce d'argent et du quartier des barons militaires ; au 2, d'azur, à un dextrochère armé, issant d'une nuée mouvant du flanc, tenant une épée en pal, le tout d'argent |